# Tetsuya Komuro

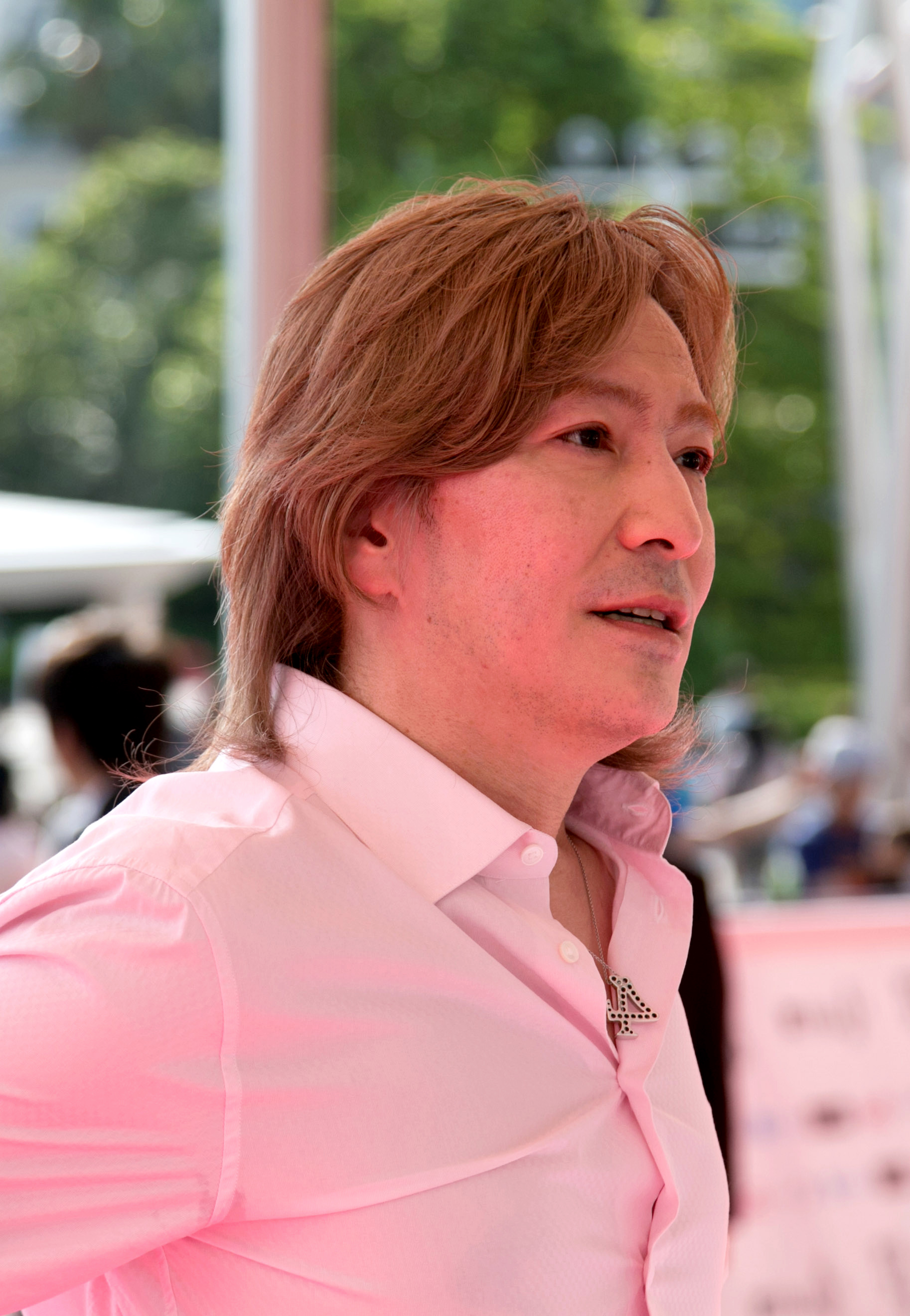
Tetsuya Komuro bei den MTV VMAJ 2014

Tetsuya Komuro (jap. 小室哲哉 Komuro Tetsuya; * 27. November 1958 in Fuchū) ist ein japanischer Keyboardspieler, Songwriter und Musikproduzent. Er ist als einer der ersten Produzenten von „Tanzmusik“ in Japan bekannt. Sein Pseudonym lautet TK.

## Leben und Wirken
Bekannt ist er durch die Manga und Anime Serien City Hunter (1987), Vampire Hunter D (1985) und Street Fighter II (1994). Seine Musikalben werden bei Sony Records, Virgin Records, Epic Records und Avex Trax veröffentlicht. Seit 2002 ist er mit der Sängerin Keiko Yamada verheiratet. Beide sind Mitglieder der Electronic-Band Globe.
Im Januar 2018 meldete das Shukan Bunshun Magazin, dass Komuro seine Frau mit einer, später bekannt geworden, Krankenschwester betrogen haben soll. Er geriet in starke Kritik, da seine Ehefrau Keiko 2011 einen Schlaganfall erlitt und seither mit den Folgen im Krankenhaus liegt. In einer Pressekonferenz äußerte er sich weinend und entschuldigend für den Umstand dazu, dass er sie seit einem Krankenhausaufenthalt von ihm kennen würde, aber nie sexuellen Kontakt mit ihr einginge. Er teilte daraufhin seinen Rücktritt aus der Musikindustrie in den Ruhestand mit, um eine Grenze zu seinem Privatleben zu ziehen.
Der Ruhestand hielt drei Monate, da er als neuer Musikdirektor des MMORPG „Guardians“ ernannt wurde. Seit Frühling 2017 arbeitete er an 29 Titeln für das Spiel.

## Diskografie

### Studioalben
| Jahr | Titel                            | Höchstplatzierung, Gesamtwochen, AuszeichnungChartsChartplatzierungen (Jahr, Titel, Platzierungen, Wochen, Auszeichnungen, Anmerkungen) | Anmerkungen                                            |
| Jahr | Titel                            | JP | Anmerkungen                                            |
| ---- | -------------------------------- | --- | ------------------------------------------------------ |
| 1989 | Digitalian is Eating Breakfast   | JP4 Gold · (13 Wo.)JP | Erstveröffentlichung: 9. Dezember 1989                 |
| 1990 | Psychic Entertainment Sound      | JP25 (4 Wo.)JP | Erstveröffentlichung: 21. September 1990 mit Mr. Maric |
| 1992 | Hit Factory                      | JP2 Gold · (6 Wo.)JP | Erstveröffentlichung: 21. Oktober 1992                 |
| 2003 | Piano Voice: TK Piano Works      | — | Erstveröffentlichung: 19. März 2003                    |
| 2011 | Digitalian is Eating Breakfast 2 | JP9 (4 Wo.)JP | Erstveröffentlichung: 4. Mai 2011                      |
| 2013 | Digitalian is Eating Breakfast 3 | JP32 (2 Wo.)JP | Erstveröffentlichung: 6. März 2013                     |
| 2014 | Tetsuya Komuro EDM Tokyo         | JP40 (2 Wo.)JP | Erstveröffentlichung: 2. April 2014                    |
| 2017 | Jobs #1                          | JP15 (2 Wo.)JP | Erstveröffentlichung: 15. März 2017                    |

### Kompilationen
| Jahr | Titel                                     | Höchstplatzierung, Gesamtwochen, AuszeichnungChartsChartplatzierungen (Jahr, Titel, Platzierungen, Wochen, Auszeichnungen, Anmerkungen) | Anmerkungen                            |
| Jahr | Titel                                     | JP | Anmerkungen                            |
| ---- | ----------------------------------------- | --- | -------------------------------------- |
| 2003 | Piano Wind: TK Ambient Selection          | — | Erstveröffentlichung: 19. März 2003    |
| 2003 | Piano Globe: Globe Piano Collection       | — | Erstveröffentlichung: 19. März 2003    |
| 2006 | TK Instrumental Works Selection 1986–2003 | — | Erstveröffentlichung: 22. Februar 2006 |
| 2011 | TK Best Selection in Epic Days            | JP42 (2 Wo.)JP | Erstveröffentlichung: 13. April 2011   |

### Livealben
| Jahr | Titel                     | Höchstplatzierung, Gesamtwochen, AuszeichnungChartsChartplatzierungen (Jahr, Titel, Platzierungen, Wochen, Auszeichnungen, Anmerkungen) | Anmerkungen                             |
| Jahr | Titel                     | JP | Anmerkungen                             |
| ---- | ------------------------- | --- | --------------------------------------- |
| 2002 | Synthesized Trance Vol. 1 | — | Erstveröffentlichung: 20. November 2002 |
| 2003 | Synthesized Trance Vol. 2 | — | Erstveröffentlichung: 26. Februar 2003  |

### Soundtracks
| Jahr | Titel                           | Höchstplatzierung, Gesamtwochen, AuszeichnungChartsChartplatzierungen (Jahr, Titel, Platzierungen, Wochen, Auszeichnungen, Anmerkungen) | Anmerkungen                             |
| Jahr | Titel                           | JP | Anmerkungen                             |
| ---- | ------------------------------- | --- | --------------------------------------- |
| 1990 | Heaven and Earth                | JP2 (10 Wo.)JP | Erstveröffentlichung: 1. Juni 1990      |
| 1991 | Seven Days’ War                 | JP246 (1 Wo.)JP | Erstveröffentlichung: 5. September 1991 |
| 1991 | Mademoiselle Mozart             | JP10 (7 Wo.)JP | Erstveröffentlichung: 26. Dezember 1991 |
| 1992 | Hatachi no Yakusoku             | JP15 (3 Wo.)JP | Erstveröffentlichung: 27. November 1992 |
| 2018 | Sunny: Tsuyoi Kimochi Tsuyoi Ai | JP87 (2 Wo.)JP | Erstveröffentlichung: 29. August 2018   |

### Remixalben
| Jahr | Titel                                               | Höchstplatzierung, Gesamtwochen, AuszeichnungChartsChartplatzierungen (Jahr, Titel, Platzierungen, Wochen, Auszeichnungen, Anmerkungen) | Anmerkungen                         |
| Jahr | Titel                                               | JP | Anmerkungen                         |
| ---- | --------------------------------------------------- | --- | ----------------------------------- |
| 2002 | Blue Fantasy – Love & Chill Out With Trance Remixes | — | Erstveröffentlichung: 21. Juni 2002 |
| 2012 | Digitalian is Remixing                              | JP59 (1 Wo.)JP | Erstveröffentlichung: 21. März 2012 |

### Singles
| Jahr | Titel Album                       | Höchstplatzierung, Gesamtwochen, AuszeichnungChartsChartplatzierungen (Jahr, Titel, Album, Platzierungen, Wochen, Auszeichnungen, Anmerkungen) | Anmerkungen                                                |
| Jahr | Titel Album                       | JP | Anmerkungen                                                |
| ---- | --------------------------------- | --- | ---------------------------------------------------------- |
| 1989 | Running to Horizon –              | JP1 (14 Wo.)JP | Erstveröffentlichung: 28. Oktober 1989                     |
| 1989 | Gravity of Love –                 | JP1 (9 Wo.)JP | Erstveröffentlichung: 17. November 1989                    |
| 1989 | Christmas Chorus –                | JP2 (9 Wo.)JP | Erstveröffentlichung: 1. Dezember 1989                     |
| 1990 | Heaven and Earth –                | JP4 (15 Wo.)JP | Erstveröffentlichung: 21. April 1990                       |
| 1990 | Eien to Nazukete Daydream –       | JP5 (7 Wo.)JP | Erstveröffentlichung: 12. Dezember 1990                    |
| 1992 | Magic –                           | JP6 (4 Wo.)JP | Erstveröffentlichung: 1. Oktober 1992                      |
| 1992 | Pure (Hyper Mix) –                | JP39 (3 Wo.)JP | Erstveröffentlichung: 27. November 1992                    |
| 1995 | Silent Lover –                    | JP— PlatinJP | Erstveröffentlichung: 21. April 1995 mit C+C Music Factory |
| 1997 | You Are the One –                 | JP1 (15 Wo.)JP | Erstveröffentlichung: 1. Januar 1997                       |
| 1997 | Speed TK Re-Mix –                 | JP37 Gold · (10 Wo.)JP | Erstveröffentlichung: 9. Juli 1997                         |
| 2000 | Call Me Anytime –                 | — | Erstveröffentlichung: 20. September 2000                   |
| 2001 | Speed TK Re-Mix: Hono no Koma –   | JP45 (2 Wo.)JP | Erstveröffentlichung: 24. Oktober 2001                     |
| 2001 | Blue Fantasy – Love & Chill Out – | JP43 (2 Wo.)JP | Erstveröffentlichung: 24. Oktober 2001                     |
| 2002 | Blue Fantasy Remix –              | — | Erstveröffentlichung: 24. April 2002                       |

### Boxsets
| Jahr | Titel                            | Höchstplatzierung, Gesamtwochen, AuszeichnungChartsChartplatzierungen (Jahr, Titel, Platzierungen, Wochen, Auszeichnungen, Anmerkungen) | Anmerkungen                             |
| Jahr | Titel                            | JP | Anmerkungen                             |
| ---- | -------------------------------- | --- | --------------------------------------- |
| 1998 | TK 1998                          | — | Erstveröffentlichung: 26. November 1998 |
| 2012 | Far Eastern Wind -Autumn/Winter- | JP92 (1 Wo.)JP | Erstveröffentlichung: 28. März 2012     |
| 2012 | Far Eastern Wind -Spring/Summer- | JP93 (1 Wo.)JP | Erstveröffentlichung: 28. März 2012     |